# María Francisca de Neira
María Francisca de Neira (Pamplona, 1701-Pamplona, post 1774). Hija y heredera del impresor Francisco Antonio de Neira, fallecido en 1716. Tres años después se casa con el impresor Alfonso Burguete al que encomienda la gestión del negocio familiar. Enviuda en 1735 y deber asumir la dirección de la imprenta y librería hasta 1751. En ese mismo año  cede el taller a su yerno Martín José de Rada mientras que ella se queda con la librería.

## Familia y negocio
Nacida en Pamplona en 1701, hija primogénita del impresor Francisco Antonio de Neira y de Juana María Romeo, en 1719, con 18 años, cuando hace tres años que su padre ha fallecido, se casa con el también impresor y librero Alfonso Burguete al que aporta una importante dote y al que su madre, viuda, encomienda la gestión del negocio familiar.
Tuvo cuatro hijos, nacidos entre 1722 y 1732: Josefa, que se sucederá al frente del negocio, Ana, Manuela y Lorenzo Fermín. 
En 1735, tras la muerte de su esposo, queda usufructuaria de los bienes, de conformidad con lo dispuesto por su marido en el testamento: 

Nombro por mi heredero universal a la dicha María Francisca de Neira y Romeo, mi mujer, para que con la bendición de Dios y la mía los haya, goce y herede, y haga de ellos y en ellos lo que quisiere y por bien tuviere, así en vida como en muerte, guardando viudedad.

En 1751 deja el negocio en manos de su yerno Martín José de Rada y, como se verá, pasa a regentar la librería familiar. 
En 1774, cuando tiene 73 años, estampa su firma junto con los demás impresores de la ciudad reclamando la supresión del monopolio de José Miguel Ezquerro sobre la venta de “pronósticos”. A partir de esa fecha no se tiene noticias suyas.

### Acuerdo de convivencia con los hijos (1746)
Josefa, la hija primogénita de Alfonso Burguete y María Francisca de Neira, se casa en 1746 con el “mercader de libros” Martín José Rada, vecino de Pamplona, con ascendientes en Miranda de Arga.
En las capitulaciones matrimoniales, otorgadas el 5 de febrero de 1746, María Francisca de Neira hace donación a su hija, "desde luego de presente y para después de sus días, no antes” de: 

Toda la letra y demás instrumentos que tiene para imprimir correspondientes a dicho empleo de impresor, surtimiento de libros, que así bien tiene de venta en su botiga, otros imprimiendo en su casa, y de todos los demás bienes muebles, dinero, plata, ropa blanca, alhajas, créditos y derechos que al presente tiene

. 
El novio, a su vez, aporta al matrimonio cien pesos en “especie de libros”. 
Los esposos y la madre acuerdan vivir juntos, “en una casa, mesa y compañía”. María Francisca de Neira continuará con la propiedad y dará al matrimonio, y, en su caso, a sus hijos “todo lo necesario para su manutención y decencia”. Estipula, además, que tras su muerte se destine parte de su patrimonio a sufragar el entierro, honras y cabo de año en la parroquia de San Saturnino, donde quiere ser enterrada en la sepultura donde habían sido inhumados su marido y los padres de este. En caso de discordia y separación, solo estará obligada a devolver a su yerno los cien pesos que ha aportado en libros y cien ducados, la mitad en libros y la otra mitad en dinero. Por otra parte, concede doscientos ducados a cada uno de los tres hijos restantes.
De esta manera, la joven pareja se queda a vivir con la madre y a trabajar en su negocio. María Francisca organizó la convivencia familiar y la gestión y propiedad del negocio de la misma manera que lo había hecho su madre, Juana María Romeo, en 1719, cuando, tras enviudar, se fue a vivir con ella y su esposo, Alfonso Burguete.
Y así, en 1746 Martín José Rada asume el mando del taller de la suegra y su nombre en ocasiones figura en el pie de imprenta de las impresiones.

### Desavenencias familiares(1750)
La convivencia entre la madre viuda y el joven matrimonio no resulta posible y en menos de cuatro años se deteriora hasta resultar insostenible. La viuda se queja de que el matrimonio no le trata con el debido “respeto y veneración”, de que actúa sin su consentimiento en los negocios de la librería, y de que, por su mala conducta y dirección, han provocado “varios empeños” que pretenden pagar con su dinero. 
No carecían de fundamento estas acusaciones, pues Martín José Rada había perdido un pleito por la impresión de la Cirugía de Carlo Musitano, en el que su suegra tuvo que salir fiadora de una multa de treinta pesos. 
Por si esto fuera poco, fue denunciado por el Hospital General de Pamplona, en 1749, por la impresión ilegal, en compañía de Pascual Ibáñez, de la Cartilla de la doctrina cristiana, por lo que se le reclamó una indemnización de doscientas libras.
A las acusaciones de su suegra Rada respondía que estaba manejada por unos parientes que pretendían hacerse con sus bienes.
La situación se hizo insostenible y, al final, la madre exigió al matrimonio que abandonara su casa y dejara el negocio antes del 11 de septiembre de 1749. Ante la negativa de los esposos, volvió a plantearles la salida para el 6 de noviembre y requirió el nombramiento de apoderados para fijar las indemnizaciones que correspondieran. Esta requisitoria nuevamente fue desoída, por lo que tuvo que recurrir a los tribunales: la Corte falló a su favor, el 10 de marzo de 1750, obligando al matrimonio a desalojar la casa en veinte días, contados a partir de la notificación, y a la viuda a entregarle los bienes establecidos en las capitulaciones matrimoniales: cien pesos por los libros aportados por Rada en su día y cien ducados.

### Reparto del negocio (1751)
El matrimonio tiene que abandonar la casa materna y, al cabo de unos meses, la tensa situación familiar se encauza mediante una escritura de ajuste y convenio firmada el 24 de octubre de 1751.
La madre conserva el negocio de librería, en particular, la venta de estampas, y se hace cargo de las deudas que arrastraba la imprenta. Por su parte, el matrimonio pasa a ser propietario de todos los elementos de la imprenta, que en lo sucesivo explotará con absoluta independencia, al margen de los criterios e intereses de la madre. 
El convenio precisa que: 

Por algunas disensiones que entre sí tienen los susodichos, deseando todos evitarlas y vivir con toda quietud, están conformes en que los expresados Martín José de Rada y Josefa de Burguete, su mujer, hayan de salir de la casa y compañía de la mencionada María Francisca de Neira, su suegra y madre respective, dandoseles por esta a aquellos de presente la imprenta con toda la letra que tiene, con las galeras, prensa, tablas y demás adherentes y cosas correspondientes a dicha imprenta.

 Más adelante detalla que se trata de una prensa y que “el tórculo” se entregará en el plazo de un mes. 
Por su parte, la madre se reserva la colección de 35 planchas de grabados, en su mayoría religiosos, con la facultad de imprimirlas y venderlas en su beneficio, aunque consiente, si las solicitan, en cederlas a su yerno “por algunos días, volviéndoselas concluido el quehacer”.
Con el fin de facilitar a la hija y yerno acomodo en su nueva vivienda, les dona diversos muebles y ropa de ajuar. 
Por su parte, el matrimonio, que en lo sucesivo explotará en beneficio propio la imprenta, se compromete a pasar a la madre una pensión anual de 160 reales y a atender gratuitamente sus encargos: 

Siempre que se le ofrezca imprimir algún romancero o cosa semejante o algunas estampas, a la dicha María Francisca, para el surtido de su botiga, lo hayan de practicar los referidos su yerno e hija, dandoseles a estos por su dicha madre el papel necesario para ello, con la brevedad posible, no siguiéndoles detrimento notable en la detención de los quehaceres con que al tiempo se pudieren hallar.

La aparición del El confesor instruido, en 1751, supone el fin del taller de la viuda de Alfonso Burguete, pues se trata del último libro en el  esta figura en el pie de imprenta.
De esta manera, la imprenta que fue de Francisco Antonio de Neira, que heredó en 1716 su viuda Juana María Romeo, que en 1719 pasó a su yerno Alfonso Burguete y que tras su muerte en 1735 fue regentado por su viuda María Francisca de Neira, ahora, en 1751, pasa a manos de Martín José Rada, su yerno. En medio siglo ha sido gobernado por cinco personas, tres impresores y dos viudas de impresores que se han visto en la necesidad de regentarlo.

## Actividad impresora
El taller de María Francisca de Neira realiza encargos para el Hospital General de Pamplona, como sucede cuando en 1744 imprime 60 mapas de Navarra que vende en años sucesivos: 14 en 1745, 21 en 1746, siete en 1747, y cinco en 1748; además, se entregan “de gracia” siete para los miembros de la Junta del Hospital y tres para el secretario de la Tabla y otros cargos. De tal manera que a los cuatro de años de la impresión únicamente quedan disponibles tres ejemplares.

### Los oficiales de la imprenta
María Francisca de Neira, tras la muerte de su esposo Alfonso Burguete en 1735, ha de hacerse cargo de la imprenta y librería.
En el taller trabaja Francisco Estruel como “su único oficial para dicho empleo de impresor”, lo que explica el bajo nivel de actividad que tiene el negocio; así, de julio a octubre de 1740 únicamente imprime la Missae propiae sanctorum, de 75 páginas, por encargo del Hospital General, además de unos modestos pliegos de versos en italiano, y está “formando las letras para la impresión” del sermón fúnebre de la reina Mariana de Neoburgo, fallecida el 16 de julio de 1740,  pronunciado en Viana por el franciscano Fermín de Frías.
En 1744 trabaja en su taller el aragonés Francisco Tomás Revilla, cuyo nombre figura en el pie de imprenta del tomo segundo de la Cirugía del doctor Carlos Musitano  y en el Retiro espiritual de Croiset. Su estancia debió de interrumpirse al año siguiente, 1745, cuando aparecen al servicio de la viuda de Alfonso Burguete los oficiales José Botaya y Martín José Rada. Su llegada es forzada, ya que habían fracasado en el propósito de tomar en arriendo el negocio de Jerónimo Anchuela, en buena medida a causa de las maniobras comerciales de Miguel Antonio Domech, encaminadas a neutralizar la competencia que le podían hacer estos dos impresores. 
De esta manera, frustrado el propósito de hacerse con la gestión de la imprenta de Anchuela, Botaya y Rada tienen que conformarse con el salario que les ofrece María Francisca de Neira, necesitada siempre del concurso de oficiales para sacar adelante los encargos. A finales de 1745, estos dos oficiales trabajan en el Correo verídico o Mercurio editado por Martín José de Izuriaga y en “un librito de vascuence corregido por el padre Mendiburu, de la Compañía de Jesús”.
Botaya permanece poco tiempo en la imprenta de la viuda de Alfonso Burguete y regresa al taller más activo y floreciente de Miguel Antonio Domech. 
Por el contrario, Rada acabará haciéndose con el negocio cuando, a solo un año de llegar, se case con Josefa, la primogénita de la patrona. Él tiene 32 años y ella 24.

### Impresión de laCirugíade Carlos Musitano (1741)

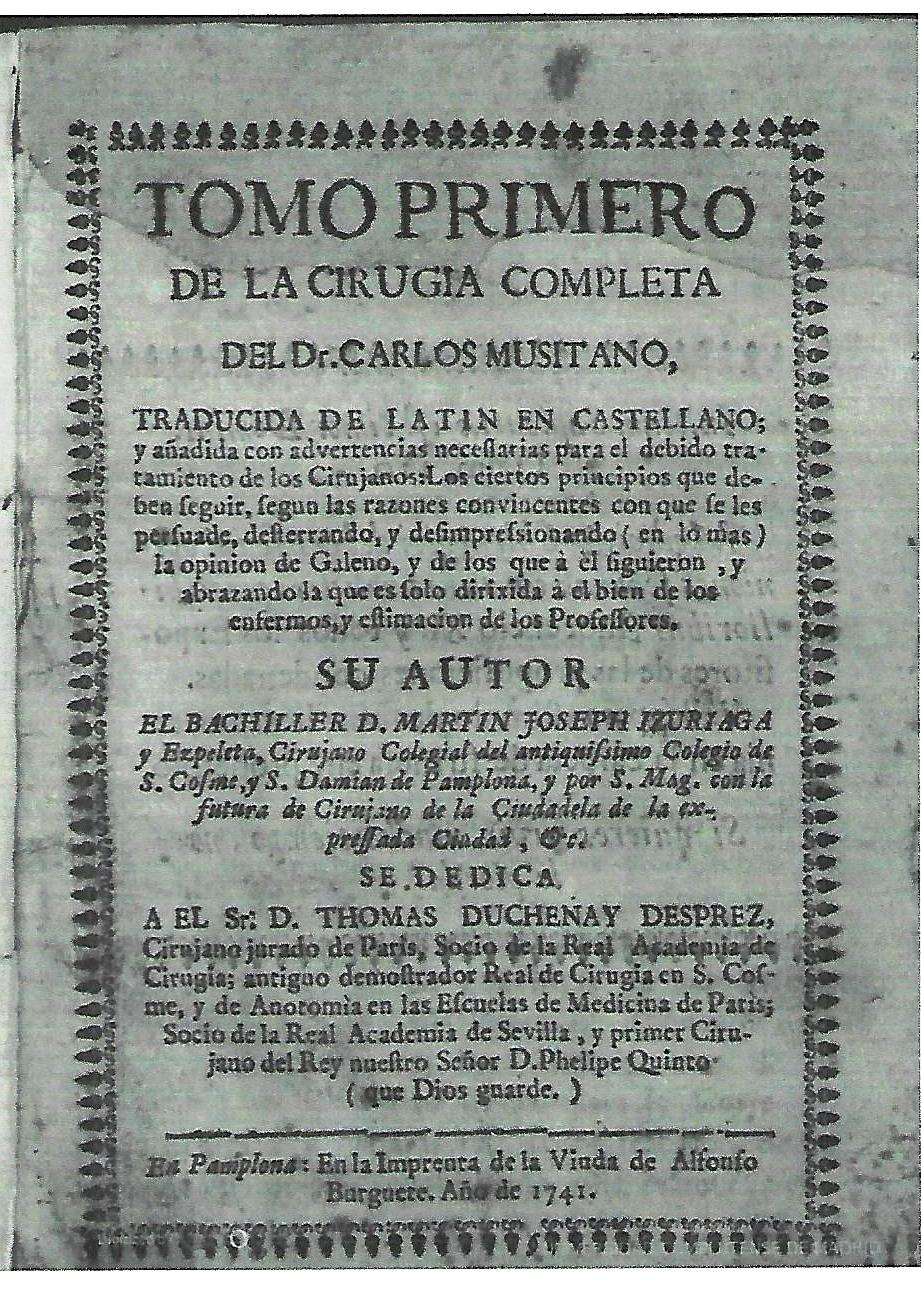
Cirugía completa de Carlos Musitano (Tomo I), traducida por el "cirujano" Martín José de Izuriaga, impresa en Pamplona, en el taller de la viuda de Alfonso Buguete, en 1741

Las obras relacionadas con la medicina y cirugía están presentes en las ediciones navarras del Siglo de las Luces con una producción que oscila entre los tratados tradicionales, con frecuencia superados por las investigaciones de la época, y otras en las que la innovación y el empirismo ofrecen nuevas perspectivas científicas.
Martín José de Izuriaga, maestro cirujano de Pamplona, en torno a 1741, encarga al taller de María Francisca de Neira la impresión de los dos primeros tomos de la Cirugía de Carlos Musitano, que aquel ha traducido del latín. 
El retraso en los pagos por parte del editor suscita un pleito que, entre otros aspectos, permite conocer que María Francisca de Neira utiliza el mismo libro de cuentas que su difunto marido, Alfonso Burguete, había abierto hacía 19 años, en 1722. 
El contrato con Izuriaga fija el precio de la impresión en 18 reales el pliego para una obra estimada en 79 pliegos y con una tirada de mil ejemplares; la encuadernación se tasa en 24 maravedís el volumen. 
Los ejemplares se entregarán en diferentes remesas y formas, unas veces en rama, con los pliegos sin encuadernar, y otras encuadernados en pergamino “sin cartón”.
Como es habitual, el editor abona a cuenta distintas cantidades, pero en 1751 todavía quedan pendientes 628 reales, cuando la impresión habría costado 1.422. El conflicto se falla en contra de Martín José Rada, que deberá “pagar a Martín José de Izuriaga, maestro cirujano, vecino de esta ciudad, lo que le resta deber para fin de pago de lo que este está condenado y hay despachada ejecutoria de resulta de cierta impresión que le encargó dicho Izuriaga, anterior a haber contraído matrimonio el expresado Martín José de Rada, que será como treinta pesos poco más o menos”.
Izuriaga, un hombre intelectualmente inquieto, encomienda otros trabajos al taller, como la impresión, en 1745, del periódico el Correo verídico o Mercurio.

### Producción de libros (1735-1751)
Son 18 libros los salidos del taller regentado por la viuda de Alfonso Burguete, así figura siempre en el pie de imprenta y no con su nombre propio, en un período de 15 años, que va desde el fallecimiento de su marido, en 1735, hasta 1751, cuando cede el taller a su yerno Martín José de Rada. 
En este tiempo los volúmenes salen con regularidad, sin periodos considerables de inactividad o de gran producción, lo que da una media de 1,2 títulos por año, semejante a la correspondiente al conjunto del siglo XVIII en Navarra. 
Únicamente se ha de reseñar que entre 1748 y 1750 no se conocen publicaciones suscritas por la viuda de Burguete, lo cual no quiere decir que el taller estuviera inactivo sino que los trabajos salían firmados por Martín José Rada, el encargado del mismo desde 1746, a raíz de su boda con Josefa Burguete. 
Precisamente por esas fechas, en torno a 1749, debió de imprimir de forma ilegal, sin los permisos preceptivos, la obra del clérigo Martín de Vizcay Derecho de naturaleza que los naturales de la Merindad de San Juan del Pie de Puerto tienen en los Reynos de la Corona de Castilla, cuya primera edición había aparecido en Zaragoza en 1621.
Sea como sea, en 1751, el año en el que el taller pasa a manos de Rada, aparecerá la última obra en que figure la viuda de Burguete como titular de la imprenta.
| Producción de libros de la imprenta de María Francisca de Neira (1735-1751) |
| --------------------------------------------------------------------------- |
|                                                                             |

### Temas, autores y lenguas
En lo que concierne a la temática de los títulos, se advierte la abrumadora presencia de los religiosos, 15 sobre 18, de los que solo se apartan el sermón sobre exequias de Mariana de Neoburgo, ya citado, el tratado de Musitano y una gramática escolar. 
La adscripción religiosa de los autores aparece repartida: tres títulos están firmados por jesuitas, otros tantos por clérigos regulares, dos por carmelitas; además, figuran un mercedario y un franciscano.
En un conjunto dominado por los libros religiosos, el castellano viene representar dos terceras partes de las obras editadas. El latín, empleado en obras litúrgicas preferentemente, se utiliza casi con tanta frecuencia como el castellano. Finalmente, en vascuence se publica en 1735 un catecismo para uso de los fieles. Se trata de la primera obra en euskera editada en Pamplona en el siglo XVIII; a lo largo de esta centuria se han contabilizado 28 obras en este idioma, todas ellas dedicadas a la formación espiritual del pueblo vascoparlante.
Se comprueba el predomino de los libros de tamaño grande, como es el formato en cuarto, aunque el folio solo se emplee en una ocasión, para un libro litúrgico. Los tamaños más pequeños se dedican a sendos títulos de piedad en euskera y castellano y a una Gallofa –publicación con el año litúrgico para uso de los clérigos-. 
La calidad tipográfica del taller de María Francisca de Neira es media-baja, puesto que ningún trabajo tiene la consideración de excelente y solo tres son valorados como buenos; entre estos figura un encargo institucional, para el que se exigía la mejor presencia, como es el discurso por el fallecimiento de Felipe V pronunciado por el mercedario Agustín Pérez, cuya edición corrió a cargo de la ciudad de Sangüesa. De cualquier manera, resulta concluyente comprobar que 12 de los 15 títulos evaluados son considerados deficientes o suficientes.

## Reivindicaciones con los impresores y libreros pamploneses (1735 y 1751)
María Francisca de Neira, entre 1735 y 1751, forma parte activa del colectivo de impresores de Pamplona. 
Así, en 1744 los “impresores y libreros vecinos de esta ciudad”,  Miguel Antonio Domech, Jerónimo Anchuela, Francisco Picart y María Francisca de Neira recurren el acuerdo del Consejo Real de Navarra que concede el monopolio de la impresión del Pronóstico a Pedro José Ezquerro. 
Siete años más tarde, en 1751, presentará en el Consejo Real, junto con los impresores Miguel Antonio Domech y Francisco Picart, un recurso contra el monopolio concedido a José Ezquerro para imprimir los hechos ajustados y cédulas en derecho de los pleitos.

## Galería de imágenes

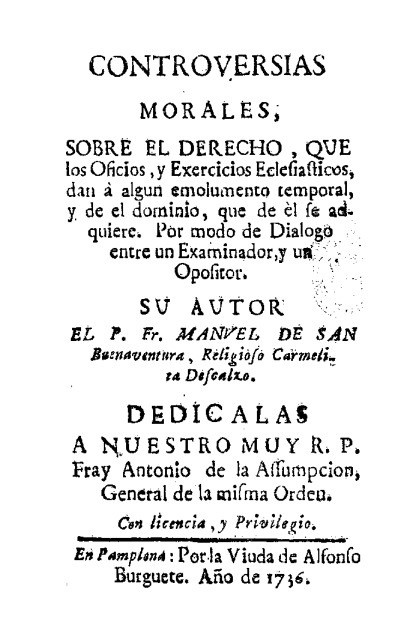
Libro de derecho canónico impreso por María Francisca de Neira al año de enviudar (1736)
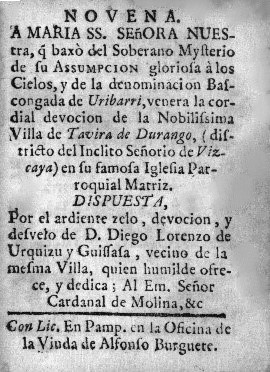
Novena a la Asunción de la Virgen venerada en Durango. No tiene año de impresión
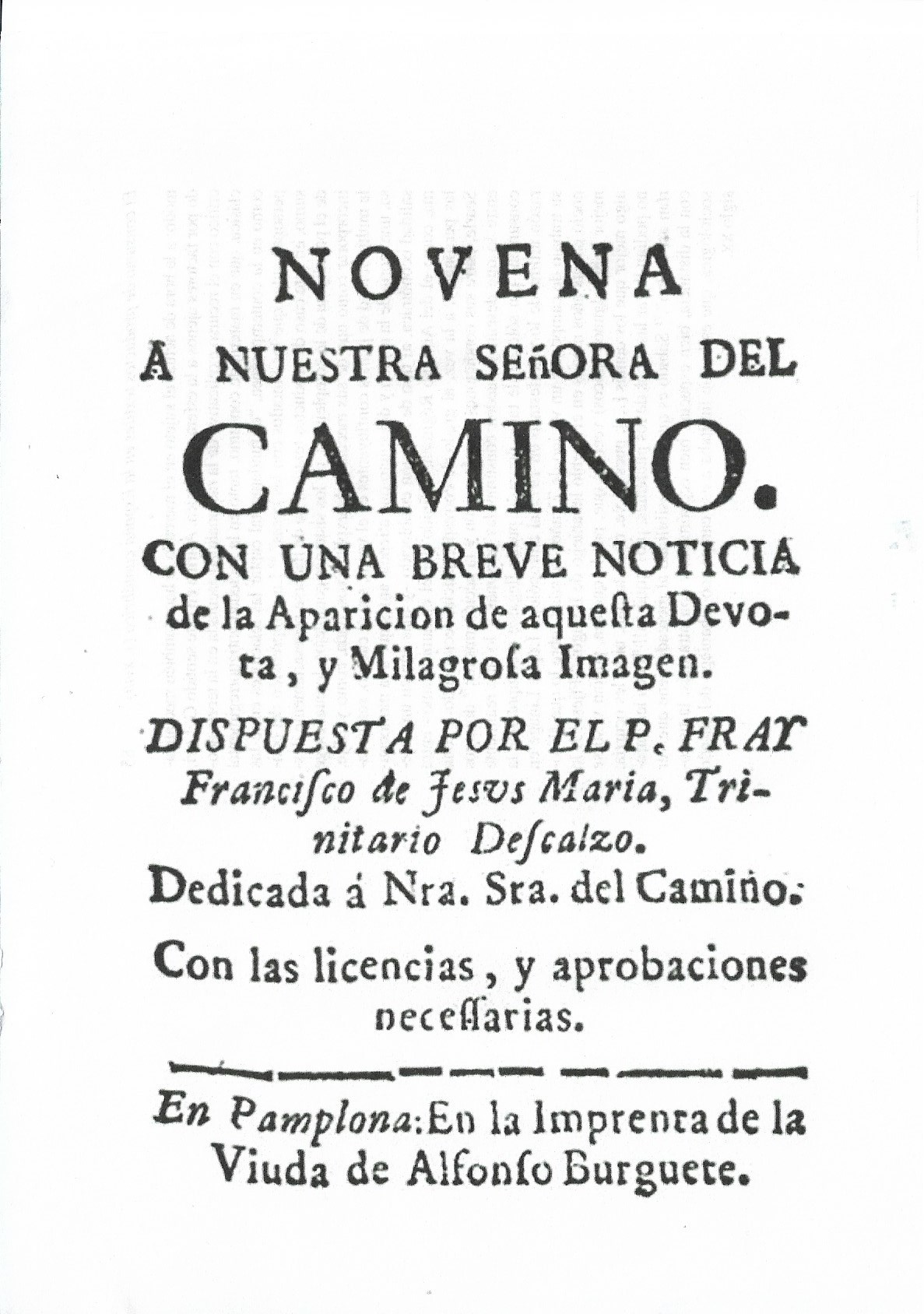
Novena a la Virgen del Camino de Pamplona. Sin año de impresión. Este tipo de publicaciones tenían fácil venta